# Молдавські походи Яна Собеського
Молдавські похо́ди Я́на Собе́ського були частиною польсько-турецької війни 1683—1699

## Причини походів

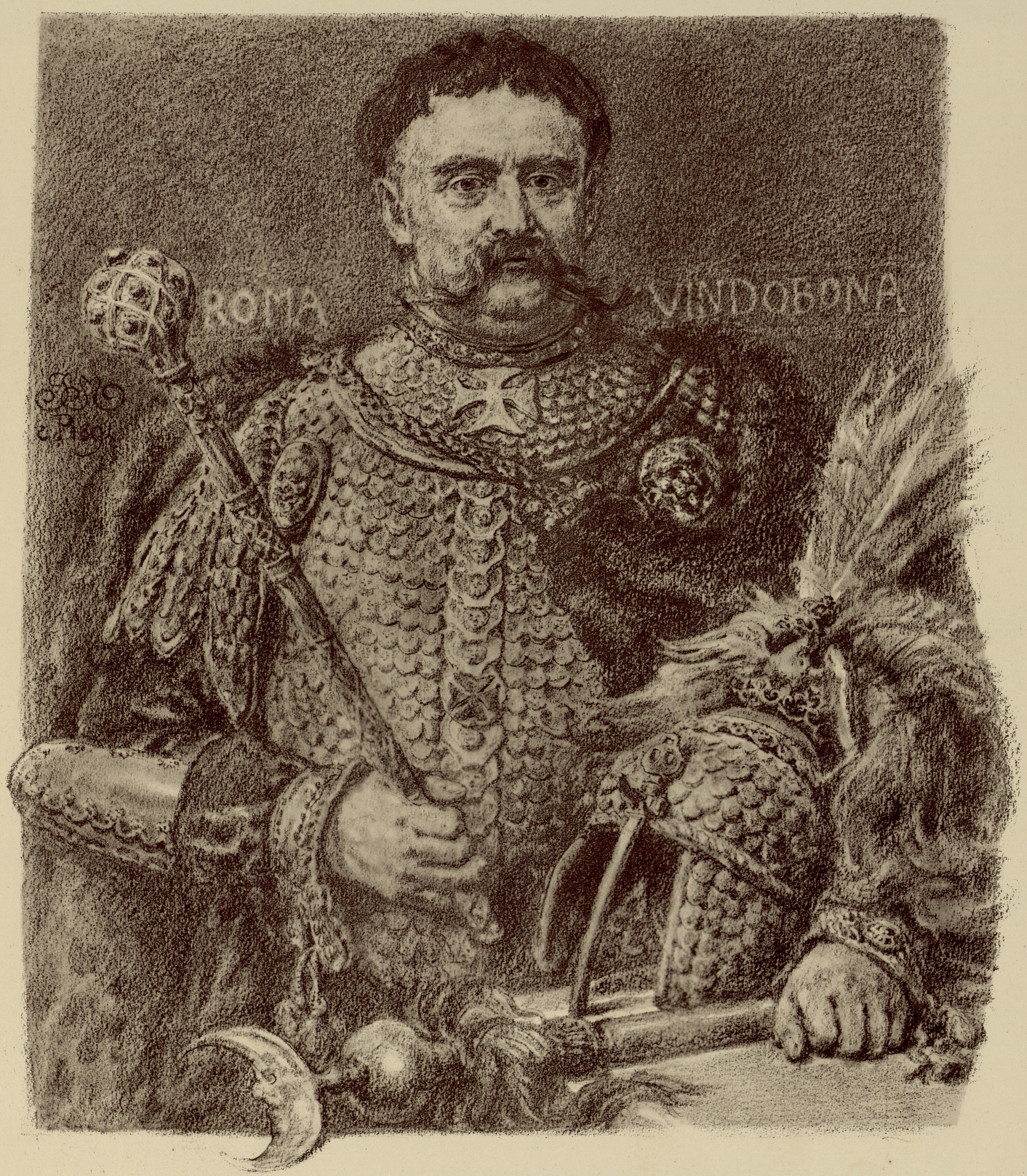
Ян Собеський

Після перемоги габсбурзьких та польських військ над армією візира Кара Мустафи під Віднем (1683) Ян Собеський був сповнений рішучості продовжити війну. Польський король висував широкі плани витіснення османів з Європи. Одним з напрямків у цих планах розглядалися військові дії із завоювання Молдавського та Волоського князівств, які, за задумом Собеського, повинні були утворити нове князівство під владою його сина Якуба, що сприяло б успадкуванню королевичем Якубом трону Речі Посполитої після смерті батька.
Серйозною перешкодою на шляху здійснення планів Собеського була Кримська орда, що зберегла боєздатність після поразки 1683 року. Звідси випливали плани польського короля із захоплення степових територій між Дніпром і Дунаєм для роз'єднання Османської імперії та татар.
Плани Речі Посполитої підтримували союзники із Священної ліги, в першу чергу Габсбурзька монархія. Спонукаючи польського короля до активних дій у Причорномор'ї, імператор Священної Римської імперії хотів відвернути увагу татар від втручання у справи балканського регіону.

## Похід 1683 року
Вже восени 1683 року, зібравши значні сили, Собеський виступив в похід з метою витіснення османів з Молдавського князівства та їхньої опорної бази на землях Речі Посполитої, Кам'янець-Подільської фортеці. Війська Речі Посполитої під командуванням господаря-емігранта Стефана Петрічейку разом з козацькими загонами гетьмана Куницького в результаті успішних дій зайняли столицю Молдавського князівства Ясси. Звідси Куницький на чолі загонів молдаван і козаків здійснив похід на Буджак, але при поверненні був атакований османсько-кримськотатарськими силами. Зазнавши невдачі, Куницький з частиною козацької кінноти відступив до Ясс, звідки повернувся на землі Речі Посполитої.
Успішні дії країн Священної ліги влітку 1684 року в ході войни з османами, зокрема операції військ Речі Посполитої з блокування Кам'янець-Подільської фортеці, посилили позиції пропольськи налаштованих молдавських бояр, що розраховували на звільнення князівства від османської влади за допомогою Речі Посполитої. Серед бояр-емігрантів, що проживали в Речі Посполитій, проявилося прагнення вплинути на громадську думку Речі Посполитої і переконати короля в необхідності активізації боротьби за звільнення Молдавського князівства від влади султана. Таку мету переслідувала «Польська поема» колишнього великого логофета Молдавського князівства Мирона Костіна, що з'явилася влітку 1684 року, і звернення молдавських бояр до Яна Собеського. Це звернення являло собою політичну та економічну програму устрою князівства в разі його звільнення від османської влади та включення до складу Речі Посполитої як особливої її частини. Зокрема, у зверненні до короля молдавські бояри, обіцяючи йому нести військову службу, просили поширення на них тих же економічних і політичних свобод і привілеїв, якими користувалась шляхта Корони та Литви. Основні положення документів, що з'явилися в емігрантському молдавському середовищі, відповідали соціально-економічним інтересам переважної частини бояр Молдавського князівства, відповідали їхнім пропольським настроям.

## Похід 1685 року

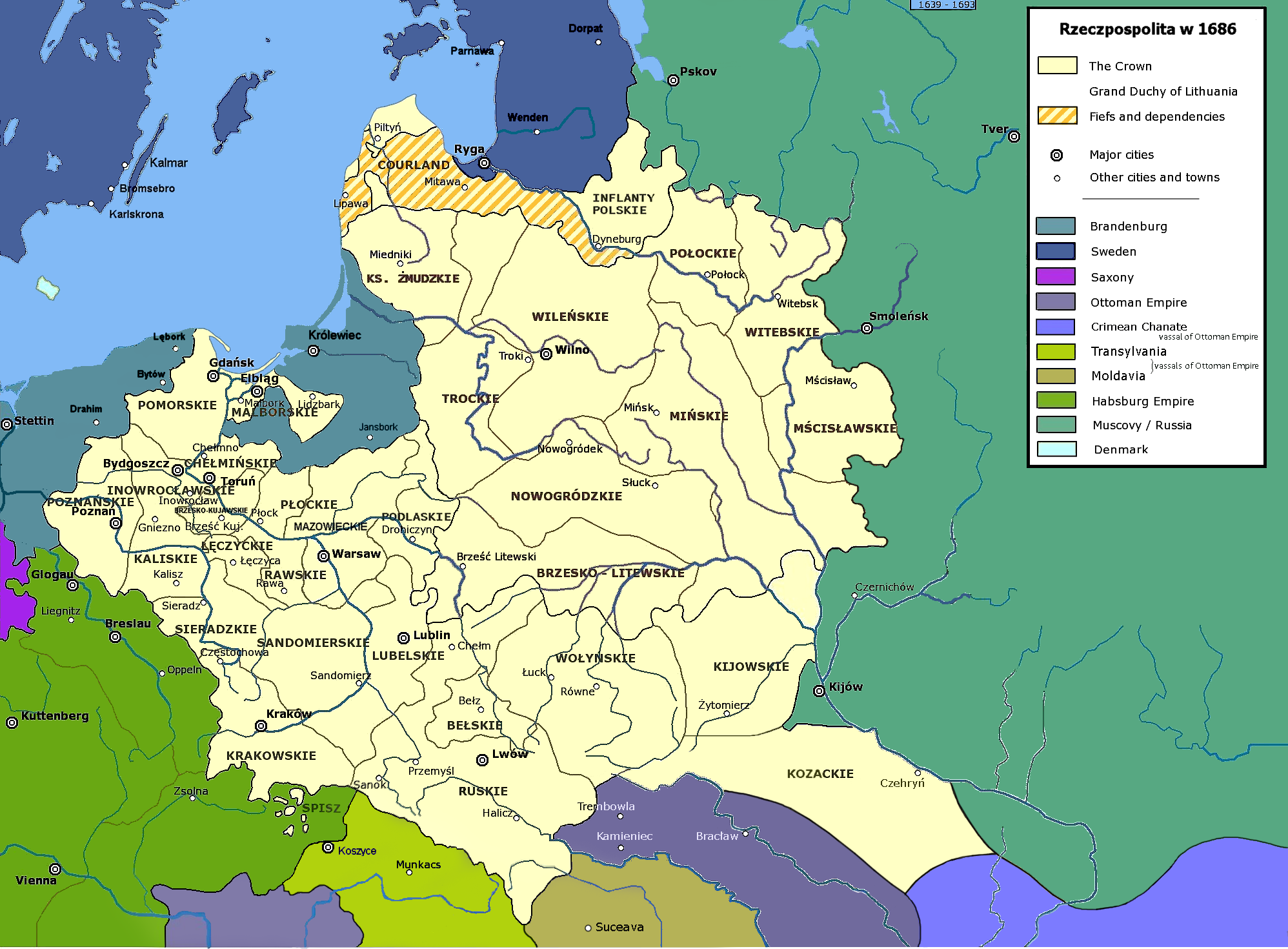
Річ Посполита у 1686 році

У липні 1685 року молдавським господарем став Костянтин Кантемир. Кантемир, знаючи про військові приготування Речі Посполитої, пропонував через своїх послів гетьману Станіславу Яблоновському не вступати на молдавську територію, але зосередити дії його армії на взятті Кам'янця-Подільського і розоренні Буджака. Але Ян Собеський, стикаючись з серйозними труднощами при облозі укріпленої османами фортеці, розпочав похід у Молдавське князівство, розраховуючи таким шляхом не тільки отримати нові території, але й, головне, відрізати османами шляхи постачання Кам'янецької фортеці, тим самим змусивши їх здати її. У той же час ця військова кампанія короля повинна була відвернути на себе частину османських сил і тим самим у рамках Священної ліги надати допомогу Габсбургам.

У вересні 1685 року війська Речі Посполитої під командуванням Яблоновського перейшли Дністер і рушили невідомим їм шляхом по Буковині. Заскочена зненацька 1 жовтня 1685 року несподіваним нападом османсько-татарських сил поблизу містечка Боян армія гетьмана опинилася в катастрофічному становищі і була змушена відступити. Господар Кантемир виступив проти військ Речі Посполитої і на чолі своїх загонів воював на боці Османської імперії.

## Похід 1686 року
Незважаючи на невдачу військ Речі Посполитої у Молдавському князівстві, Ян III Собеський готувався до нового походу в 1686 році, метою якого було завоювання Дунайських князівств, розорення Буджака та змушення до здачі османами Кам'янця-Подільського. У ході підготовки цієї кампанії король прагнув заручитися підтримкою Кантемира. При посередництві М. Костина, що повернувся до Молдавського князівства, він почав переговори з молдавським господарем.  Собеський пропонував Кантемиру вступити в Священну лігу і був готовий гарантувати йому спадкову владу в Молдавському князівстві, якщо князівство перейде під протекторат Речі Посполитої. Кантемир обіцяв після вступу військ Речі Посполитої на молдавську територію надати королю допомогу військовою силою і провіантом. Однак він залишався вірним султану, а переговори з Річчю Посполитою, як і пізніше з Габсбургами, велися ним з метою захистити себе і зберегти престол на випадок поразки Османської імперії.
У кінці липня 1686 року армія Речі Посполитої вступила у межі Молдавського князівства і почала успішне просування її територією. 16 серпня 1686 року Ян Собеський урочисто в'їхав у Ясси. Кантемир, який залишив разом зі своїми прихильниками столицю після появи в місті першого загону Речі Посполитої, звернувся до бояр князівства із закликом приєднатися до нього і виступити проти військ Речі Посполитої. На бік поляків перейшов тільки двохтисячний загін молдавської кавалерії, що складався головним чином з дрібних і середніх бояр та служилих людей, що прагнули в результаті звільнення від османської влади домогтися поліпшення свого економічного і суспільного статусу. Більша частина великого молдавського боярства підтримала господаря Костянтина Кантемира. Тільки митрополит Досифей, будучи послідовним прихильником антиосманської орієнтації, приєднався до  Собеського, а потім після поразки армії Речі Посполитої виїхав разом із королем у Річ Посполиту. Не будучи переконаний в можливості вирішальної перемоги Речі Посполитої над османами, Кантемир, незважаючи на попередню домовленість з королем, не приєднався до Речі Посполитої і на чолі своїх загонів виступив на боці султанських сил.
Армія Яна Собеського опинилася в скрутному становищі. Не вступаючи в бій, османсько-кримськотатарські війська вимотували поляків раптовими нападами. Вони руйнували все по маршруту пересування армії Речі Посполитої. Не лише голод, але й сильна посуха зменшували сили польських військ. Раптова пожежа в Яссах не дозволила королю закріпитися в столиці князівства. Королівська армія, переборюючи великі труднощі і несучи втрати, відступила на територію Речі Посполитої. Тільки в Кимпулунгу і деяких монастирях на півночі князівства залишилися гарнізони Речі Посполитої, що дозволяли королю здійснювати контроль над північними повітами Молдавського князівства і слугували формальною підставою претензій Речі Посполитої на Молдавське князівство. У 1687 році для управління зайнятими територіями король призначив свого губернатора — капітана Туркула.

## Пауза 1687—1690 років
На тлі успіхів Габсбургів у війні з османами все очевиднішою ставала нездатність Речі Посполитої продовжувати війну. У 1688 році королівська армія виявилася не спроможною навіть перейти Дністер. Зневірившись у можливості успіху Речі Посполитої в боротьбі з османами, Костянтин Кантемир в 1689 році відкрито діяв в інтересах Порти. Він був на її боці під час сепаратних османсько-польських мирних переговорів, сприяв переговорам про укладення сепаратного московсько-османського мира. У той же час з початку 1689 року Кантемир й молдавські бояри прохристиянської орієнтації таємно стали встановлювати контакти з габсбурзьким командуванням, зв'язуючи плани можливого звільнення від влади османів не з Річчю Посполитою, а з Габсбургами.
Восени 1690 року султанські війська нанесли кілька поразок Священній лізі. Розвиваючи наступ у напрямі Дунаю, османи взяли Смедерево, Белград, Видин. У цих умовах між країнами Священної ліги загострились протиріччя. Річ Посполита вела сепаратні переговори з Портою, таємні контакти зі Стамбулом встановлювала й Габсбурзька монархія. Не довіряючи союзникам з ліги, Московське царство також прагнуло налагодити мирні відносини з османами. За його проханням посередництво в переговорах взяв на себе молдавський господар Кантемир, якому ця місія надавала шанс прислужитися своєму сюзерену-султану, сприяючи виходу з війни важливого для нього суперника — Московського царства.
У 1690 році молдавський господар направив до Москви капітана Івана Белевича з умовами миру, запропонованими кримським ханом.  Белевич намагався переконати московську сторону в тому, що Річ Посполита, порушуючи союзні обов'язки, ведуть з Портою сепаратні переговори про мир і союз проти Московського царства. Він радив прискорити відправлення до Криму московських послів для переговорів про мир. З огляду на отримані через Івана Белевича відомості у Москві вирішили вступити в сепаратні переговори з султаном і просили молдавського господаря повідомити про цей намір візіру та кримському хану, а також сприяти надсиланню в Московське царство ханських послів, оскільки відправка царських послів у Крим могла б викликати підозру союзників з Священної ліги.
Про все це, як і про укладення молдавсько-габсбурзької угоди, скоро стало відомо у Варшаві, і це сприяло погіршенню молдавсько-польських відносин, чим скористалася габсбурзька дипломатія. Підігріваючи прагнення Я. Собеського до завоювання Молдавського князівства, Габсбурги намагалися підтримати інтерес польського короля до продовження війни з османами, хоча сам віденський двір після серйозних військових поразок 1690 року активізував таємні переговори з Портою про мир. Чимале значення приділялося тому, що нова кампанія Речі Посполитої проти Молдавського князівства відтягнула б частину османських і татарських сил від театру дій габсбурзьких військ.

## Похід 1691 року
У 1691 року Ян Собеський знову почав похід для завоювання Молдавського князівства. У новій військовій кампанії османсько-кримськотатарські війська вдалися до колишньої тактики: не даючи бою, вони вимотували армію Речі Посполитої постійними нападами. Але головною неприємністю для короля стало те, що господар К. Кантемир в черговий раз відмовився перейти на бік Речі Посполитої. Більш того, він залишив Ясси і звернувся до всіх жителів Молдавського князівства, здатних носити зброю, з закликом ставити опір війську  Собеського. Одночасно молдавський господар звернувся за допомогою до татар.
Армія Речі Посполитої була погано оснащена та відчувала потребу в провіанті, а в поруйнованому князівстві не було ресурсів для поповнення його запасів. Як писав К. Кантемир до Стамбула, він «наказав спалити всі пасовища і зарити всю пшеницю». У важкій ситуації Собеський вирішив рушити у напрямку до Трансільванії для з'єднання з габсбурзьких військами генерала Ветерані. З цією метою король зупинив свої сили в Романі, очікуючи, що К. Кантемир змінить своє ставлення до Речі Посполитої після захоплення козацьким загоном під командуванням Друшкевича фортеці Сороки. Але молдавський господар не бачив успішної перспективи в діях ослаблених, позбавлених матеріальних ресурсів військ Речі Посполитої і залишився вірним султану. Не збулися надії Яна Собеського на поміч з боку союзника по коаліції — Габсбургів. Габсбурзьке командування і цього разу відмовилося від воєнної підтримки походу польського короля. Знову позначилося суперництво Габсбургів і Речі Посполитої за володіння Дунайськими князівствами. Знесилена армія Собеського була змушена повернутися на батьківщину.
Черговий похід польського короля в Молдавське князівство не привів до тих результатів, на які розраховував Собеський. Йому вдалося лише трохи розширити свої володіння в північній частині князівства, зайнявши Нямц і Сучаву. Підготовлений нашвидкуруч і зроблений для посилення позицій Речі Посполитої на випадок укладення миру з Портою цей похід знову став лише військовою акцією, вдало використаною габсбурзьким командуванням у війні з османами.

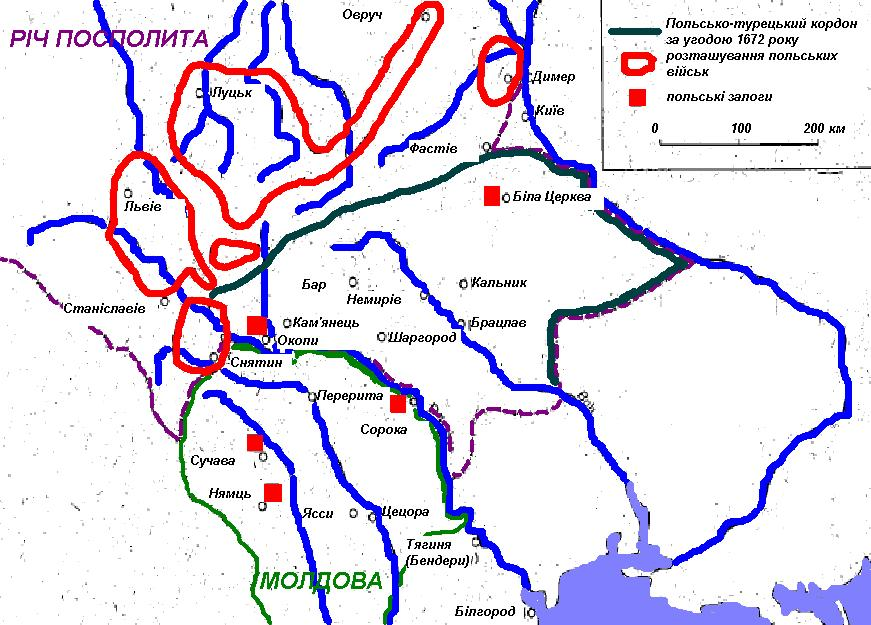
Залоги Речі Посполитої в Молдавському князівстві у 1695 році

## Закінчення війни
Після 1691 року антиосманські дії з боку Речі Посполитої майже припинилися. Війна з Францією не давала Габсбургам можливості організувати широкі наступальні операції на Балканах. У 1695 і 1696 роках війська султана перемогли у ряді битв з габсбурзькими військами. У битві при Лугожі (1695) загинув генерал Ветерані. Великі втрати імператорські війська понесли в битві за Темешвар, у якій був убитий генерал Хайсслер.
Спроби Московського царства після оволодіння у 1696 році Азовом активізувати дії антиосманської коаліції не мали успіху. У Європі назрівала війна за іспанську спадщину, Габсбурги прагнули до встановлення миру з султаном. Перелом у цій війні на користь Габсбурзької монархії стався в ході успішних операцій імператорських військ, очолюваних талановитим полководцем Євгеном Савойським. Бій при Зенті (11 вересня 1697 року) вирішив результат війни. Порта була змушена укласти 15 жовтня 1698 року перемир'я і почати мирні переговори з країнами Священної ліги. За посередництва англійського посла в Стамбулі переговори почалися в місті Карловац.
Переговори в Карловаці показали, що Дунайські князівства були лише пішаками в політичних розрахунках Габсбургів та Речі Посполитої, що до того ж постійно змагалися через них між собою. На догоду своїм інтересам вони з легкістю відмовилися у 1699-му від князівств. За умовами Карловацької угоди Молдавське та Волоське князівства залишалися в системі підвладних султану територій. Річ Посполита звільняла зайняту під час війни північну частину Молдавського князівства в обмін на Кам'янець і Поділля.